# Василий Аласа
Васи́лий Аласа́ (якут. Баһылай Алааһа) — село в Чурапчинском улусе Республики Саха (Якутия) России. Входит в состав Ожулунского наслега.

## География
Село находится на расстоянии 36 км к юго-западу от села Чурапча, административного центра улуса.

## История
Согласно Закону Республики Саха (Якутия) от 30 ноября 2004 года N 173-З N 353-III село вошло в образованное муниципальное образование Ожулунский наслег.

## Население
| 2002 | 2010 | 2021 |
| ---- | ---- | ---- |
| 0    | →0   | ↗1   |